# Honingdas
De honingdas of in het Afrikaans ratel (Mellivora capensis) is een grote marterachtige uit de woestijnen, savannen en bossen van Afrika en Azië. Hij wordt zo genoemd omwille van een vermeende voorliefde voor honing.

## Kenmerken
De honingdas is een stevige marterachtige met een lang lichaam, een grote kop met zeer kleine oren en krachtige kaken en korte poten. Hij wordt 60 tot 77 cm lang en 7 tot 16 kilogram zwaar. De staart is 16 tot 30 centimeter lang. Vooral de schouders en nek zijn zeer gespierd. Aan de brede voorpoten zitten grote, sterke klauwen, terwijl de achterpoten veel smaller zijn met kleinere klauwen. De huid is dik en los. De hersenen van de honingdas behoren relatief tot de grootste van alle roofdieren.
De vacht bestaat uit korte, ruwe haren, behalve op de buik, waar de vacht zachter is. De vacht is van het voorhoofd, via de kruin en de rug tot de staart grijzig wit van kleur, terwijl de rest van het lichaam (de kop, hals, buik en flanken) zwart is. Bij sommige dieren is de rug meer donkergrijs van kleur, en loopt er een witte band als afscheiding tussen de grijze rug en de zwarte flanken. Er zijn ook volledig zwarte dieren. Jonge dieren zijn meer bruin van kleur.
Een eigenaardig kenmerk van de honingdas is het feit dat hij immuun is voor het gif van adders en een aantal andere slangen. Wanneer hij in een gevecht met een slang gebeten wordt voordat hij de kop van de slang afbijt, raakt hij bewusteloos door het gif, maar hij komt na ongeveer twee uur weer bij bewustzijn. Onderzoek naar de wijze waarop het dier het gif onschadelijk maakt heeft geen resultaat opgeleverd.

## Verspreiding en leefgebied

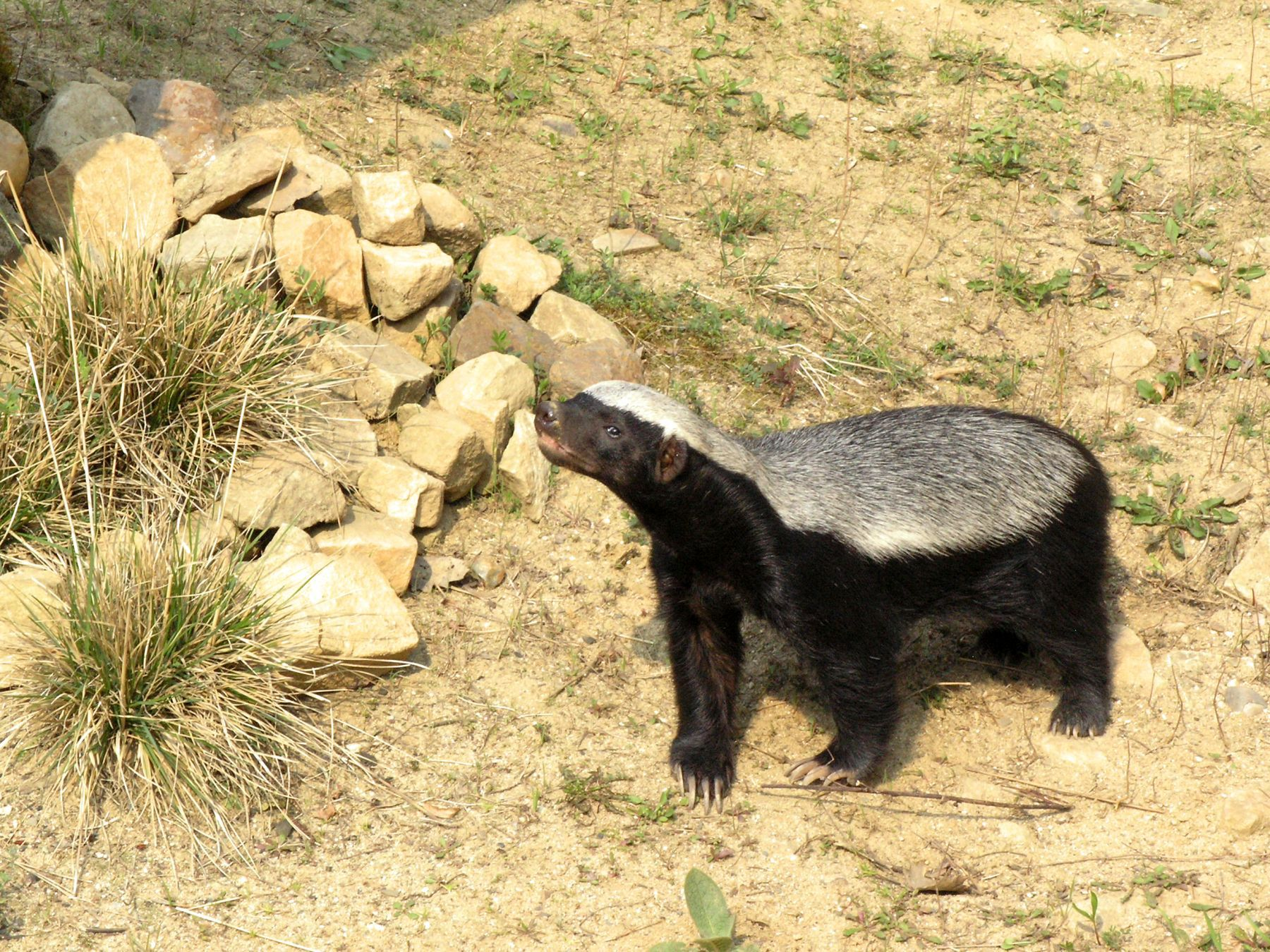
Dierentuin van Praag

De honingdas komt voor in het grootste deel van Afrika, Arabië en Zuidwest-Azië oostwaarts tot in India. In Afrika ontbreekt hij enkel in het grootste deel van de Sahara, de mediterrane kust en in Vrijstaat. Via de Atlantische kust komt hij voor tot in Zuid-Marokko en -Algerije. Hij leeft in uiteenlopende habitats, van open steppen en savannes tot dichte tropische wouden, in woestijnen en van zeeniveau in kuststruikgebieden tot hoog in de bergen in Afroalpiene heidegebieden. De soort komt het meest voor in open bosgebieden.

## Leefwijze
De honingdas is voornamelijk 's nachts actief, maar soms ook in de schemering. In een nacht kan hij 37 kilometer afleggen. Overdag rust hij in een zelfgegraven hol, een uitgegraven termietenheuvel of het hol van een aardvarken. Hij leeft solitair of in paren. Groepjes dieren zijn meestal een vrouwtje met haar jongen of dieren die bij toeval foerageren op een voedselrijke plek. Er wordt soms verondersteld dat honingdassen monogame paartjes vormen voor het leven, maar waarschijnlijk is paarvorming slechts tijdelijk. Een honingdas heeft een groot woongebied, dat meestal overlapt met dat van andere honingdassen.
Bij gevaar laat de honingdas een dreigende, ratelende roep horen. Hieraan dankt het dier de naam "ratel". Ook is dit geluid als onomatopee in verscheidene van zijn lokale namen verschenen. Zo heet het dier Entahurra in het Luganda.
Na een draagtijd van mogelijk zes maanden worden tot vier jongen geboren. Ze worden geboren in een met gras bekleed ondergronds hol. De honingdas wordt maximaal 26 jaar oud in gevangenschap.

### Voedsel

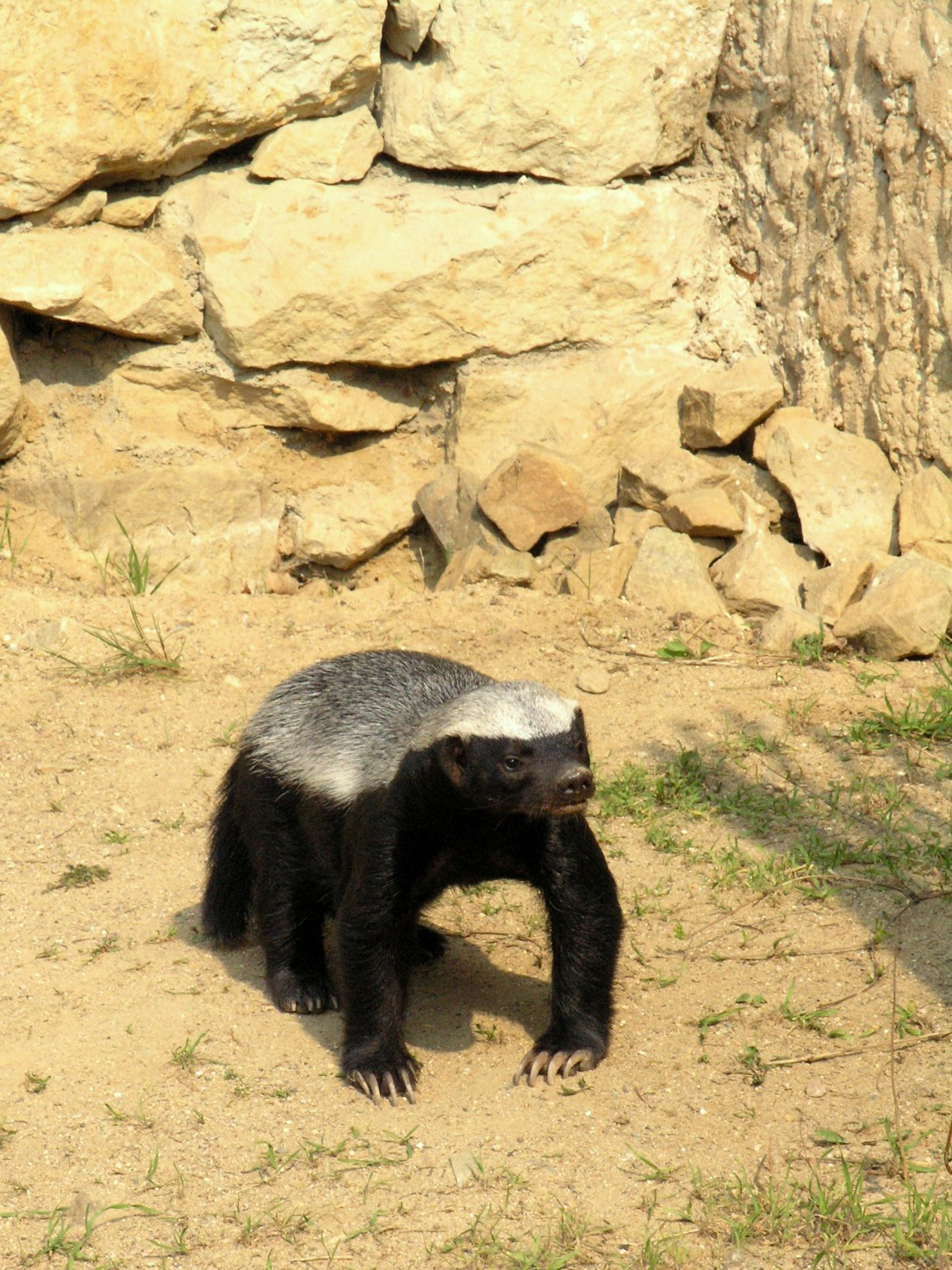

De honingdas is een opportunistische omnivoor. Hij eet ongewervelden als sociale insecten (bijen, termieten, mieren), wormen, schorpioenen, valdeurspinnen, mestkevers, kleine tot middelgrote zoogdieren als muizen, stekelvarkens en hazen, slangen, schildpadden, vogels, vissen, plantenwortels, knollen, wilde vruchten en aas. Ook vangt hij soms jonge of op andere wijze kwetsbare exemplaren van grotere dieren.
Hij is gespecialiseerd in ondergronds levende dieren, die verstopt zitten onder de harde grond. Met de grote klauwen graaft hij door harde grond en breekt hij harde bijennesten open. Een geurstof uit de anaalklieren kan insecten bedwelmen, waardoor hij weinig last heeft van de angels van bijen en het gif van soldaatmieren en -termieten. De dikke huid voorkomt verdere hinder van insectengif. De honingdas kan voedselvoorraden aanleggen.
Met de grote honingspeurder (Indicator indicator) en andere honingspeurders, een familie van aan spechten verwante vogels, zou de honingdas een bijzondere relatie hebben. Het vogeltje leidt volgens de verhalen de honingdas naar een bijennest, waarna de honingdas deze opbreekt, en beide dieren van de larven, poppen, honing en de bijenwas kunnen eten. De honingspeurder zelf is niet in staat om een nest open te breken en is dus van dieren als de honingdas afhankelijk om bij het voedsel te komen.

## Relatie met de mens
In sommige gebieden gaat het aantal honingdassen achteruit. De honingdas wordt bejaagd vanwege schade aan imkerijen en het doden van pluimvee. Ook zou hij vatbaar zijn voor honden- en kattenziekten. De honingdas is nog altijd een algemene soort.